# Козаченко Олексій Васильович
Козаченко Олексій Васильович (нар. 21 липня 1955) — фахівець у галузі механізації сільського господарства, доктор технічних наук, професор кафедри сільськогосподарських машин та інженерії тваринництва Державного біотехнологічного університету.

## Біографія
Олексій Васильович народився 21липня 1955 року в с. Грем'яче Новогрод-Сіверського району Чернігівської області.
У 1981 році закінчив Харківський інститут механізації та електрифікації сільського господарства; молодший науковий співробітник кафедри.
У 1982 році асистент кафедри сільськогосподарських машин.
У 1988 році захистив кандидатську дисертацію.
У 1991 році Олексію Васильовичу присвоєне вчене звання доцента.
У 1995 році був завідувачем кафедри технічної експлуатації машин та устаткування.
У 2006 році захистив докторську дисертацію.
У 2007 році присвоєно вчене звання професора.
З 2014 по 2020 роки професор кафедри надійності, міцності та технічного сервісу машин імені В. Я. Аніловича Харківського національного технічного університету сільського господарства імені Петра Василенка.
У 2020 році працював на посаді завідувача кафедри «Сільськогосподарські машини» Харківського національного технічного університету сільського господарства імені Петра Василенка.
З 2021 року працює на посаді професора кафедри сільськогосподарських машин та інженерії тваринництва Державного біотехнологічного університету.
З 2025 року професор кафедри агроінженерії Державного біотехнологічного університету.

## Праці
Олексій Васильович автор понад 150 наукових і методичних праць, з них 2 монографії, 9 навчальних посібників, 18 авторських свідоцтв на винаходи, 20 патентів. Керівник наукової школи «Технічна ефективність машин і засобів АПК».
Основні напрямки наукової діяльності:
- основи забезпечення працездатності машин;
- формування системи технічного обслуговування і ремонту машин;
- теоретичні основи діагностики, нормування і постачання запасних частин.
Основні праці:
- Технічна експлуатація сільськогосподарської техніки: посібник для викладачів і студентів вищ. аграр. закл. освіти III-IV рівнів акредитації із спец. Механізація сільського господарства. Харків: Торнадо,2000. С. 192;
- Проблеми ресурсозбереження у сільськогосподарських агрегатах: монографія. Харків: Торнадо, 2008. 272 с.;
- Технічна експлуатація машин. Теоретичні аспекти: навчальний посібник. 2009 (співавтор);
- Технологічні карти діагностування і технічного обслуговування тракторів: навчальний посібник. 2010 (співавтор);
- Проектування технологічних процесів технічного обслуговування машин: навчальний посібник. 2010(співавтор).

## Відзнаки та нагороди
- знак «Відмінник аграрної науки»;
- знак «Відмінник технічної служби»;
- почесні грамоти Міністерства аграрної політики України.